# Thomas Lödler
Thomas Lödler (* 5. Mai 1973 in Čakovec) ist ein ehemaliger österreichisch-kroatischer Skirennläufer. 

## Karriere
Lödler war als Technikspezialist ein Nachwuchsfahrer des ÖSV und zuerst im Europacup im Einsatz. 1994 wurde er 6. in der Riesentorlauf-Disziplinenwertung. Den Sprung in den Weltcup schaffte er jedoch nicht, daraufhin wechselte er 1996 zum kroatischen Schiverband. Das erste Weltcuprennen bestritt Lödler im Oktober 1996 in Sölden. Insgesamt erreichte er nur einmal Weltcuppunkte – im Jänner 1998 in Saalbach-Hinterglemm als 26. eines Riesentorlaufs unter schwierigen Wetterbedingungen. Dies waren zugleich die ersten Weltcuppunkte für einen alpinen Schiläufer des kroatischen Schiverbandes noch vor dem Weltcupdebüt der Geschwister Janica und Ivica Kostelić. Bei den Olympischen Winterspielen 1998 von Nagano war Lödler Mitglied der kroatischen Mannschaft und erreichte den 23. Platz im Riesentorlauf. Außerdem war er bei zwei Alpinen Schiweltmeisterschaften im Einsatz (Sestriere 1997 und Vail 1999), schaffte aber nur ein Ergebnis – Platz 26 ebenfalls im Riesentorlauf.
Nach der Saison 1998/1999 beendete Lödler seine aktive Schikarriere. Er arbeitete danach als Trainer des ÖSV bzw. als Hotelier in Lech. Im Dezember 2011 eröffnete Thomas Lödler die Skischule EXKLUSIV in Berg in Oberlech.

## Erfolge

### Olympische Winterspiele
- Nagano 1998: 23. Riesenslalom, DNF Slalom, DNS Super-G

### Weltmeisterschaften
- Sestriere 1997: DNF Riesenslalom, DNF Slalom
- Vail/Beaver Creek 1999: 26. Riesenslalom, DNF Slalom, DNS Super-G

### Weltcup
- Eine Platzierung unter den besten 30

### Juniorenweltmeisterschaften
- Maribor 1992: 8. Slalom, 14. Super-G

### Europacup
- 2 Platzierungen unter den besten 15

### Nor-Am Cup
- 2 Platzierungen unter den besten 30

### Weitere Erfolge
- 4 Siege bei FIS-Rennen